# Fenchelporling
Der Fenchelporling oder die Fencheltramete (Osmoporus odoratus, Syn.: Gloeophyllum odoratum) ist eine Pilzart aus der Familie der Blättlingsverwandten (Gloeophyllaceae). Sie wurde erstmals 1788 vom Kärntner Botaniker Franz Xaver von Wulfen als Boletus odoratus beschrieben. Der Porling riecht aromatisch nach Fenchel.

## Merkmale

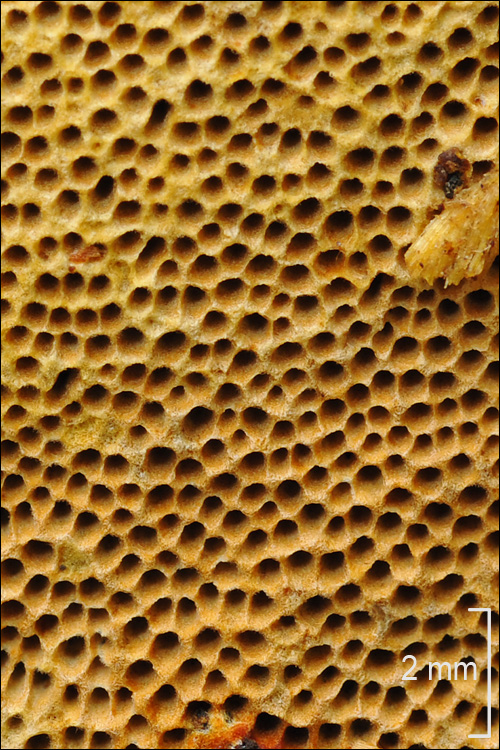
Ausschnittsvergrößerung der Poren des Fenchelporlings

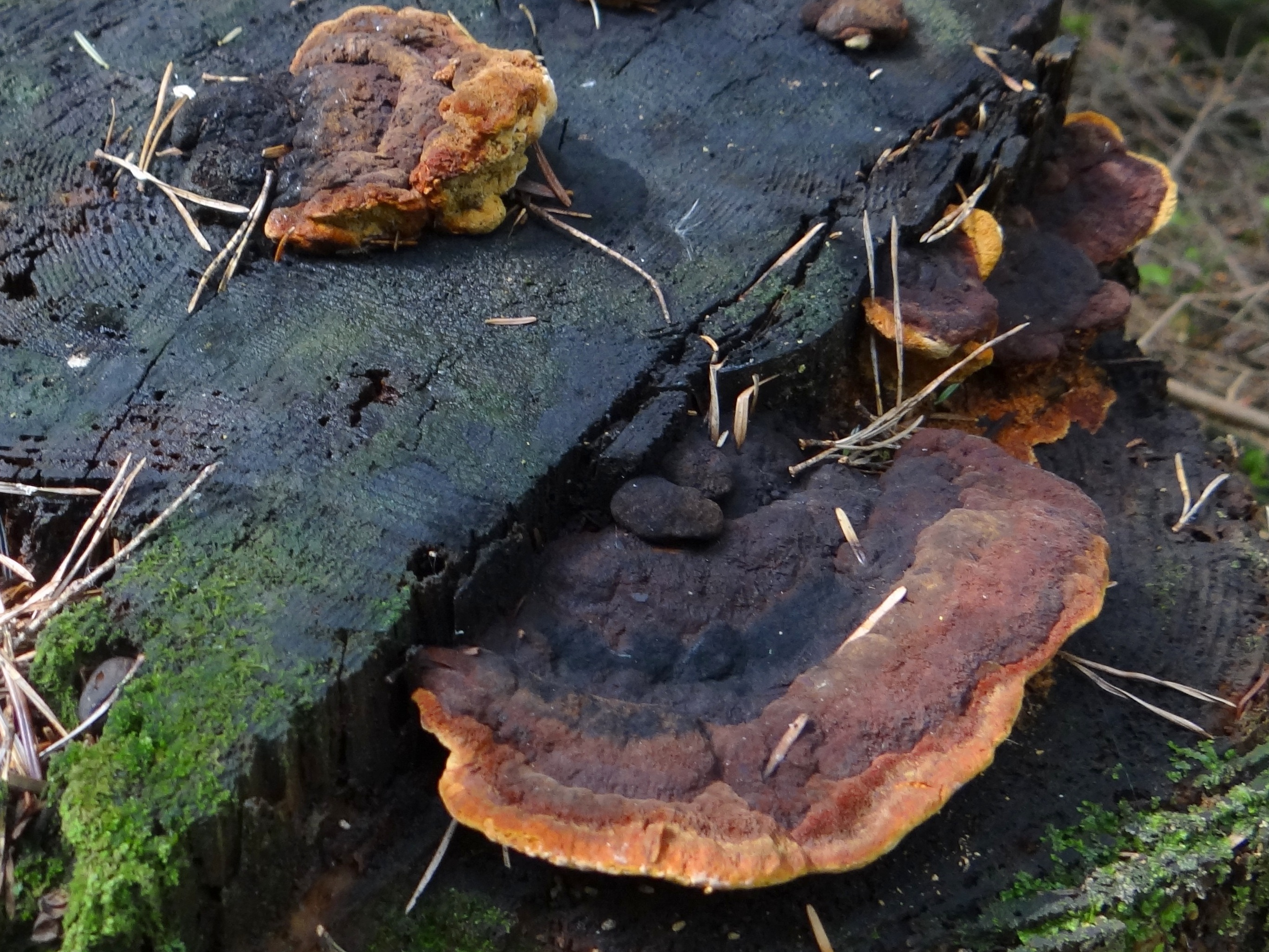
Fenchelporlinge auf der Oberseite eines Baumstumpfes

Die mehrjährigen Fruchtkörper sind zunächst knollig, später werden sie konsolenförmig, sie können einzeln stehen, oder zu Klumpen verwachsen sein. Die Oberseite ist bei jungen Exemplaren matt-filzig und gelb bis orangebraun gefärbt, ältere Fruchtkörper verkahlen und ändern ihre Farbe zu dunkleren Brauntönen bis zu schwarz. Die Zuwachszone der Hüte ist wulstig und heller gefärbt. Die Unterseite ist porig und jung gelb, später braun werdend. Die Poren mehrjähriger Exemplare sind in deutlichen Schichten angeordnet. Die Trama des Pilzes ist braun und korkartig. Kennzeichnend für die Art ist der Fenchel- oder Anisgeruch frischer Exemplare. Die Fruchtkörper werden bis zu 20 cm breit und stehen bis zu 10 cm vom Substrat ab.

## Ökologie
Der Fenchelporling besiedelt sehr alte, dicke Nadelholzstümpfe, freiliegende Wurzelansätze oder im Boden vergrabene Stammstücke vor allem von Fichten, kommt aber auch an Tanne (Abies), Lärche (Larix) und Kiefer (Pinus) vor.  Er kommt in allen heimischen Waldgesellschaften vor, sofern geeignete Substrate zur Verfügung stehen.

## Verbreitung
Der Fenchelporling ist in der Holarktis verbreitet, in Europa ist er eine typische Art der Fichtenwälder und war ursprünglich auf die sub- und hochmontanen Gebieten beschränkt, ist mittlerweile aber mit dem Fichtenanbau auch in andere Gebiete vorgedrungen.

## Artabgrenzung in Europa
In Europa kommen nur zwei Vertreter der Gattung Osmoporus vor. Dem zweiten Vertreter, Osmoporus protractus, fehlt der für den Fenchelporling so typische, komplexe, aromatische Geruch. Zudem bildet dieser dünnere, oberseits glattere, nicht so zerfurchte Fruchtkörper aus, die habituell eher an Vertreter der Blättlinge (Gloeophyllum) erinnern, sich von diesen jedoch durch das rein porige Hymenophor unterscheiden.

## Systematik
Die Gattung Osmoporus wurde lange Zeit als kongenerisch mit den Blättlingen (Gloeophyllum) angesehen, jedoch aufgrund phylogenetischer Studien wieder von dieser abgetrennt. Die Gattung enthält drei Arten:
- Fenchelporling (Osmoporus odoratus)
- Osmoporus mexicanus
- Osmoporus protractus

Innerhalb der Blättlingsartigen (Gloeophyllales) ist die Gattung Osmoporus am nächsten mit den Gattungen Griseoporea, Veluticeps und Chaetodermella verwandt.

## Bedeutung
Aufgrund seiner Substratwahl tritt der Fenchelporling nicht als Schädling in Erscheinung, sondern wird eher durch Abbau alter Baumstümpfe nützlich. Als Speisepilz kommt er nicht in Frage.

## Forschung
Extrakte des Fenchelporlings haben im Laborexperiment eine hemmende Wirkung gegenüber Thrombin, Trypsin sowie Cysteinproteasen gezeigt.